# Francisco Londres Alfonso
Francisco Londres Alfonso fou un home de negocis i polític valencià. Durant els primers dies del règim del General Franco va exercir com a alcalde provisional dos dies. Durant l'etapa prèvia a la república, a la dictadura del General Primo de Rivera, va ser regidor i tinent d'alcalde de l'Ajuntament de València. També va ser membre del Banc de València i de la Comissió d'Incorporació Industrial i Mercantil núm. 3. Després de deixar de ser alcalde, continuà fins a finals de 1939 com a tinent d'alcalde i regidor d'El Palmar.